# Cydrela
Cydrela is een geslacht van spinnen uit de familie mierenjagers (Zodariidae).

## Soorten
Het geslacht kent de volgende soorten:
- Cydrela albopilosa Simon & Fage, 1922
- Cydrela biunguis Strand, 1913
- Cydrela brunnea Marx, 1893
- Cydrela decidua Dankittipakul & Jocqué, 2006
- Cydrela escheri (Reimoser, 1934)
- Cydrela friedlanderae Hewitt, 1914
- Cydrela insularis (Pocock, 1899)
- Cydrela kenti Lessert, 1933
- Cydrela linzhiensis (Hu, 2001)
- Cydrela nasuta Lessert, 1936
- Cydrela nitidiceps (Simon, 1905)
- Cydrela otavensis Lawrence, 1928
- Cydrela pristina Dankittipakul & Jocqué, 2006
- Cydrela schoemanae Jocqué, 1991
- Cydrela spinifrons Hewitt, 1915
- Cydrela spinimana Pocock, 1898
- Cydrela stigmatica (Simon, 1876)
- Cydrela stillata (Simon, 1905)
- Cydrela unguiculata (O. P.-Cambridge, 1870)